# Yael Grobglas
Yael Grobglas (em hebraico : יעל גרובגלס ; Paris, 31 de maio de 1984) é uma atriz Franco-israelense.

## Biografia e carreira
Ela é filha do francês Jean Pierre Grobglas e da austríaca Eva Grobglas. Grobglas nasceu em Paris. Seu pai, Jean Pierre Grobglas, é de uma família judia francesa e de ascendência judia Ashkenazi (judia polonesa). Sua mãe Eva (Rosner) é austríaca e ela se converteu ao judaísmo. Em 1986, quando Grobglas tinha dois anos, a família imigrou para Israel e residia na cidade de Ra'anana. Ela Possui Dupla Nacionalidade, israelense e francesa.
Em 2007, ela se juntou ao elenco principal da série Ha-E, onde interpretou Ginnyt até 2009.
Seu primeiro papel importante foi em três temporadas da série israelense de ficção científica 'Ha'i' (em inglês: The Island, 2007-09), que estabeleceu sua popularidade entre o público adolescente de Israel. Ela ganhou reconhecimento por seu papel no filme de estreia no primeiro filme de terror israelense Rabies(em hebraico:  כלבת, translit. Kalevet, 2010), que participou do Tribeca Film Festival e de vários outros festivais internacionais. Em 2010-11, Grobglas desempenhou vários papéis principais e de apoio em programas de televisão israelenses no horário nobre, incluindo na comédia Ha-Shualim , Ramzor e Hatzuya (2011). Grobglas também é conhecida por seu papel como "The Girl" no vídeo interativo de We the Kings "Say You Like Me".
Entre 2009 e 2011, ela apareceu em comerciais da Med Insurance, Orange, Goldstar Beer, 012 Smile e Bank Leumi.
Em 2011, ela se juntou ao elenco recorrente da série israelense Hatsuya, onde deu vida a jornalista Noy até o final da série em 2012. Nesse mesmo ano, ela apareceu no videoclipe "Say You Like Me" de We the Kings. Em 2013, ela se juntou ao elenco recorrente da série Reign, onde interpretou Olivia D'Amencourt. Em 2014, ela se juntou ao elenco principal da série Jane the Virgin, onde dá vida a Petra Solano.
Em 2017, ela se juntou ao elenco recorrente em Supergirl, interpretando Psi / Gayle Marsh.

## Vida pessoal
Desde 2006, Grobglas mantém um relacionamento com o empresário Artem Kroupenev. Em setembro de 2019, Grobglas anunciou sua gravidez.

## Filmografia

### Televisão
| Ano       | Título          | Papel                 | Notas                |
| --------- | --------------- | --------------------- | -------------------- |
| 2017      | Supergirl       | Psi / Gayle Marsh     | Episódio: "Triggers" |
| 2014—2019 | Jane the Virgin | Petra Solano y Anezka | 78 Episódios         |
| 2013—2014 | Reign           | Olivia D'Amencourt    | 7 Episódios          |
| 2013      | Sabri Maranan   | Matrufka              | Episódio: "Matrufka" |
| 2011—2012 | Split           | Noy                   | 45 Episódios         |
| 2007—2009 | Ha-E            | Ginnyt                | 72 Episódios         |

### Filme
| Ano  | Título                | Papel        | Notas |
| ---- | --------------------- | ------------ | ----- |
| 2018 | An Interview with God | Sarah Asher  |       |
| 2016 | Jeruzalém             | Rachel Klein |       |
|      |                       |              |       |
| 2010 | Rabies / Kalevet)     | Shir         |       |

### Videoclipes
| Ano  | Artista      | Música          | Notas |
| ---- | ------------ | --------------- | ----- |
| 2011 | We the Kings | Say You Like Me |       |

### Teatro
| Ano  | Título             | Papel    | Notas |
| ---- | ------------------ | -------- | ----- |
| 2012 | Biloxy Blues       | Daisy    |       |
| 2012 | Play it Again, Sam | Linda    |       |
| 2011 | Three Sisters      | Irina    |       |
| 2011 | Chicago            | Lifshitz |       |
| 2010 | All the Rage       | Anabel   |       |